# Юнацька збірна Мальдівських островів з футболу (U-17)
Юнацька збірна Мальдівських островів з футболу (U-17) — національна футбольна збірна Мальдівських островів, що складається із гравців віком до 17 років. Керівництво командою здійснює Футбольна асоціація Мальдів.
Головним континентальним турніром для команди є Юнацький кубок Азії, який з 2008 року розігрується серед команд з віковим обмеженням до 16 років, і успішний виступ на якому дозволяє отримати путівку на Чемпіонат світу (U-17). Також може брати участь у товариських і регіональних змаганнях, зокрема у Юнацькому чемпіонаті ФФПА, юнацькій першості серед країн, що входять до Футбольної асоціації Центральної Азії.
Протягом 1980-х років брала участь у відбіркових турнірах на світову першість у форматі U-16.

## Виступи на міжнародних турнірах

### Чемпіонат світу (U-17)
| Статистика чемпіонатів світу (U-17) | Статистика чемпіонатів світу (U-17) | Статистика чемпіонатів світу (U-17) | Статистика чемпіонатів світу (U-17) | Статистика чемпіонатів світу (U-17) | Статистика чемпіонатів світу (U-17) | Статистика чемпіонатів світу (U-17) | Статистика чемпіонатів світу (U-17) | Статистика чемпіонатів світу (U-17) |
| Рік                                 | Раунд                               | І                                   | В                                   | Н                                   | П                                   | Г+                                  | Г-                                  |                                     |
| ----------------------------------- | ----------------------------------- | ----------------------------------- | ----------------------------------- | ----------------------------------- | ----------------------------------- | ----------------------------------- | ----------------------------------- | ----------------------------------- |
| 1985                                | не брала участь                     | -                                   | -                                   | -                                   | -                                   | -                                   | -                                   |                                     |
| 1987                                | не брала участь                     | -                                   | -                                   | -                                   | -                                   | -                                   | -                                   |                                     |
| 1989                                | не брала участь                     | -                                   | -                                   | -                                   | -                                   | -                                   | -                                   |                                     |
| 1991                                | не брала участь                     | -                                   | -                                   | -                                   | -                                   | -                                   | -                                   |                                     |
| 1993                                | не кваліфікувалася                  | -                                   | -                                   | -                                   | -                                   | -                                   | -                                   |                                     |
| 1995                                | не брала участь                     | -                                   | -                                   | -                                   | -                                   | -                                   | -                                   |                                     |
| 1997                                | не брала участь                     | -                                   | -                                   | -                                   | -                                   | -                                   | -                                   |                                     |
| 1999                                | не кваліфікувалася                  | -                                   | -                                   | -                                   | -                                   | -                                   | -                                   |                                     |
| 2001                                | не брала участь                     | -                                   | -                                   | -                                   | -                                   | -                                   | -                                   |                                     |
| 2003                                | не брала участь                     | -                                   | -                                   | -                                   | -                                   | -                                   | -                                   |                                     |
| 2005                                | не кваліфікувалася                  | -                                   | -                                   | -                                   | -                                   | -                                   | -                                   |                                     |
| 2007                                | не кваліфікувалася                  | -                                   | -                                   | -                                   | -                                   | -                                   | -                                   |                                     |
| 2009                                | не брала участь                     | -                                   | -                                   | -                                   | -                                   | -                                   | -                                   |                                     |
| 2011                                | знялася                             | -                                   | -                                   | -                                   | -                                   | -                                   | -                                   |                                     |
| 2013                                | не кваліфікувалася                  | -                                   | -                                   | -                                   | -                                   | -                                   | -                                   |                                     |
| 2015                                | знялася                             | -                                   | -                                   | -                                   | -                                   | -                                   | -                                   |                                     |
| 2017                                | не кваліфікувалася                  | -                                   | -                                   | -                                   | -                                   | -                                   | -                                   |                                     |
| 2021                                | не кваліфікувалася                  | -                                   | -                                   | -                                   | -                                   | -                                   | -                                   |                                     |
| Усього                              |                                     |                                     |                                     |                                     |                                     |                                     |                                     |                                     |

### Юнацький кубок Азії з футболу
| Юнацький кубок Азії | Юнацький кубок Азії | Юнацький кубок Азії | Юнацький кубок Азії | Юнацький кубок Азії | Юнацький кубок Азії | Юнацький кубок Азії | Юнацький кубок Азії | Юнацький кубок Азії |
| Рік                 | Раунд               | І                   | В                   | Н                   | П                   | Г+                  | Г-                  |                     |
| ------------------- | ------------------- | ------------------- | ------------------- | ------------------- | ------------------- | ------------------- | ------------------- | ------------------- |
| 1985                | не брала участь     | -                   | -                   | -                   | -                   | -                   | -                   |                     |
| 1986                | не брала участь     | -                   | -                   | -                   | -                   | -                   | -                   |                     |
| 1988                | не брала участь     | -                   | -                   | -                   | -                   | -                   | -                   |                     |
| 1990                | не брала участь     | -                   | -                   | -                   | -                   | -                   | -                   |                     |
| 1992                | не кваліфікувалася  | -                   | -                   | -                   | -                   | -                   | -                   |                     |
| 1994                | не брала участь     | -                   | -                   | -                   | -                   | -                   | -                   |                     |
| 1996                | не брала участь     | -                   | -                   | -                   | -                   | -                   | -                   |                     |
| 1998                | не кваліфікувалася  | -                   | -                   | -                   | -                   | -                   | -                   |                     |
| 2000                | не кваліфікувалася  | -                   | -                   | -                   | -                   | -                   | -                   |                     |
| 2002                | не брала участь     | -                   | -                   | -                   | -                   | -                   | -                   |                     |
| 2004                | не кваліфікувалася  | -                   | -                   | -                   | -                   | -                   | -                   |                     |
| 2006                | не кваліфікувалася  | -                   | -                   | -                   | -                   | -                   | -                   |                     |
| 2008                | не брала участь     | -                   | -                   | -                   | -                   | -                   | -                   |                     |
| 2010                | знялася             | -                   | -                   | -                   | -                   | -                   | -                   |                     |
| 2012                | не кваліфікувалася  | -                   | -                   | -                   | -                   | -                   | -                   |                     |
| 2014                | знялася             | -                   | -                   | -                   | -                   | -                   | -                   |                     |
| 2016                | не кваліфікувалася  | -                   | -                   | -                   | -                   | -                   | -                   |                     |
| 2018                | не кваліфікувалася  | -                   | -                   | -                   | -                   | -                   | -                   |                     |
| Усього              |                     |                     |                     |                     |                     |                     |                     |                     |

### Юнацький чемпіонат ФФПА
| Юнацький чемпіонат ФФПА | Юнацький чемпіонат ФФПА | Юнацький чемпіонат ФФПА | Юнацький чемпіонат ФФПА | Юнацький чемпіонат ФФПА | Юнацький чемпіонат ФФПА | Юнацький чемпіонат ФФПА | Юнацький чемпіонат ФФПА | Юнацький чемпіонат ФФПА |
| Рік                     | Господар                | Місце                   | І                       | В                       | Н                       | П                       | Г+                      | Г-                      |
| ----------------------- | ----------------------- | ----------------------- | ----------------------- | ----------------------- | ----------------------- | ----------------------- | ----------------------- | ----------------------- |
| 2011                    | Непал                   | 6/6                     | 2                       | 0                       | 0                       | 2                       | 0                       | 11                      |
| 2013                    | Непал                   | 0/6                     | не брала участь         | не брала участь         | не брала участь         | не брала участь         | не брала участь         | не брала участь         |
| 2015                    | Бангладеш               | 5/6                     | 2                       | 0                       | 0                       | 2                       | 2                       | 9                       |
| 2017                    | Непал                   | 6/6                     | 2                       | 0                       | 0                       | 2                       | 0                       | 15                      |
| Усього                  | Усього                  | Усього                  | 6                       | 0                       | 0                       | 6                       | 2                       | 35                      |